# Lago Posadas (Argentina)
El lago Posadas es un lago argentino ubicado en el norte de la provincia de Santa Cruz, en el departamento Río Chico. Se ubica al norte del parque nacional Perito Moreno, a 73 km de Bajo Caracoles y a 330 km de Gobernador Gregores. En el Noroeste de la provincia de Santa Cruz, a 100 km, al sur de Los Antiguos, y muy próximo a la localidad de Hipólito Yrigoyen, también conocida con el nombre de Lago Posadas. A sólo 75 km de la RN 40 (desvío en Bajo Caracoles, Ruta Provincial RP 1209).

## Geografía
Su forma es aproximadamente triangular. En la ladera noreste presenta tobas volcánicas desprovistas de toda cobertura vegetal, con acantilados y quebradas. Está limitado por morenas glaciales, se encuentra en el borde oriental de la Cordillera Andino-Patagónica. Pertenece a la "Cuenca binacional Argentino-Chilena" del río Baker, con vertiente al Océano Pacífico. Tiene un afluente importante, el río Tarde y otros dos de menor relevancia. Desagua a través de un corto río en el lago Pueyrredón. En la zona, la precipitación media anual es de 200 mm y la temperatura media anual de 4,5 °C. 
Al pie de la meseta El Águila, de 110 m s. n. m., dentro del valle transversal recorrido por el Río Tarde. Sitio excelente  para la pesca de salmónidos. Desde aquí, pueden realizarse excursiones a la Garganta del río Oro, culminando la travesía en el cerro San Lorenzo, el de mayor altura de toda la provincia de Santa Cruz.
Toda la zona del valle y riberas de los lagos se ven beneficiados por un microclima que posibilita el desarrollo de variada flora y fauna.
En el invierno la nieve cubre todo un manto de aproximadamente 15 cm. Las heladas no son muy fuertes y la temperatura media es de 10 °C. Durante la primavera aumenta considerablemente la temperatura y en el verano la temperatura es de 24 °C, llegando a superar los 29 °C.

## Descripción
El Lago Posadas, a escasos 7 km de la localidad de Hipólito Yrigoyen (Santa Cruz), es de color verde y tiene 40 km de extensión. En medio de sus aguas hay una formación rocosa a la cual la erosión dio forma de túnel y que es conocida localmente como "El Arco".
Está unido al lago Pueyrredón, de color azul; 98 km de extensión. Entre medio de ambos espejos corre un istmo de 200 metros de ancho, el cual es interrumpido por un pequeño arroyo llamado La Angostura, que es quien efectivamente une a los dos lagos.
En Argentina, el río que los une es el río El Paso, las afluentes de ésta gran cuenca hídrica son el río Tarde que nace en la meseta El Águila y lleva sus aguas al lago Posadas, y el río Furioso que nace al pie de la cordillera de los Andes y lleva sus aguas al mismo lago.
En cuanto el lago Pueyrredón, cuenta como afluentes: río Paso, y río Oro que nace al pie del cerro San Lorenzo de 3.706 m s. n. m. de altura; y luego recorre el cañadón del mismo nombre, de 40 m de largo y vuelca sus aguas al Lago Pueyrredón.
En cuanto al río Oro, se lo considera uno de los más importantes de la provincia por su caudal y por sus bellezas naturales, como la Garganta homónima.
La meseta El Águila marca un importante accidente geográfico y desde éste se tienen  excelentes vistas panorámicas.
El Cerro del Indio es importante al igual pie la serrillada con su innumerable variedad de rocas  de colores dispares y formaciones caprichosas.
Otros accidentes geográficas son el río  Blanco afluente del Salitroso, Sierra Colorada, cerro Negro y más alejados se encuentran los lagos columnas (Paso Robillo, Lago Ghio, Río Correntoso), todos estos lagos y ríos tienen salmones.

## Turismo
Lago Posadas está al noroeste de la provincia de Santa Cruz. Para llegar hay que desviarse de la ruta 40, a la altura de Bajo Caracoles. Son 75 kilómetros de ripio, rumbo a la Cordillera de Los Andes. Otra manera de llegar a la localidad es desde Los Antiguos, por ruta provincial 41, conocida como Camino de Monte Zeballos. Este tramo se puede recorrer sólo en verano y alberga uno de los más impactantes y variados paisajes de la Patagonia. 
No hay recorridos regulares de ómnibus a Lago Posadas y la única forma de llegar es en auto o con una excursión privada. 
Además del atractivo paisajístico, Lago Posadas congrega a un buen número de aficionados a la pesca deportiva. En las aguas de los dos lagos (el Posadas y el Pueyrredón), además de las del cercano río Oro, se hallan truchas arco iris, truchas marrones, salmones, percas y pejerreyes patagónicos. 
Este es precisamente el motivo que convierte a la zona de lago Posadas en un paraíso de los pescadores que buscan destinos casi vírgenes. 
Cerca del pueblo, se eleva el Monte San Lorenzo, que con 3.700 metros es el de mayor altura de la provincia de Santa Cruz. 
Su ascenso es un desafío para escaladores avezados, y un clima riguroso se ha encargado de que muy pocas personas hayan podido completar el recorrido hasta la cima. 
Sin embargo, recorrer sus cercanías está al alcance de todos quienes estén dispuestos a recorrer una de las rutas de trekking más dificultosas del sur argentino. La travesía implica atravesar pasos y glaciares, además de vadear ríos de deshielo. Finalmente, se llega al pie del monte, que se encuentra rodeado de cumbres nevadas que se disponen en forma de anfiteatro. 
Otro de los atractivos de esta inexplorada zona viene de la mano de su historia. La localidad de Lago Posadas nació a partir del punto de encuentro entre familias dispersas en establecimientos rurales de la zona. Bajo la sombra de algún calafate, peones y patrones confraternizaban al ritmo de las guitarras y se animaban a disputar cuadreras. 
Por ello, no resulta extraño que la tradición rural sea uno de los principales puntos fuertes de la propuesta de este paraíso escondido, a través de las diversas estancias turísticas del lugar. 1 (enlace roto disponible en Internet Archive; véase el historial, la primera versión y la última).

## Flora
En la extremidad oriental domina la "Estepa Arbustiva Abierta": Senecio spp, Schinus molle, Nassauvia ulicina; escasos coirones Andropogon argenteus. Hay Adesmia boronioides. En la margen sur se encuentran abanicos fluvio-glaciarios, limitados por manchones de vegetación de tipo matorral con predominio del duraznillo Colliguaja integerrima y, como vegetación acompañante, calafate Berberis heterophylla y neneo Mulinum spinosum.

## Fauna
Se aprecian especies de la cordillera y de meseta tales como zorros, pumas, liebres, cóndores, guanacos, ñandúes, piches y otros.